# みっくすりとる
『みっくすりとる』はホリゾンリンクにより配信・運営されているスマートフォン用ゲームアプリ。2012年12月21日よりAndroid版が、2013年2月1日よりiOS版がサービス開始。基本プレイ無料（アイテム課金制）。略称は『みくりと』。

## 概要
プレイヤーが「トレーナー」となり、「りとる」と呼ばれるモンスター達を集め、自分の好きな「りとる」を育成しバトルを楽しむ、モンスター育成型のシミュレーションRPGである。全150種類を超える様々な「りとる」の中には、有名イラストレーターが手がけた貴重な「りとる」も存在する。
また「りとる」は戦闘を繰り返すだけではなく、「りとる」同士を「合成（ミックス）」することで、さらに強くしたり、進化させることができる。プレイヤーが育てたモンスター同士で戦えるのも醍醐味の一つ。 
様々な「りとる」を育てていく中で、お気に入りの「りとる」を見出し、「りとる」同士をミックスして最強の「りとる」を作成し、すべての「りとる」のコンプリートと、世界一の「りとるマスター」を目指していく。

## 対応端末
iOS版
iOS 3.3以降の端末に対応する。
Android版
Android 2.3以降の端末に対応する。

## システムボイス
システムボイスは加藤英美里が担当している。